# 尼斯河畔赫拉德克

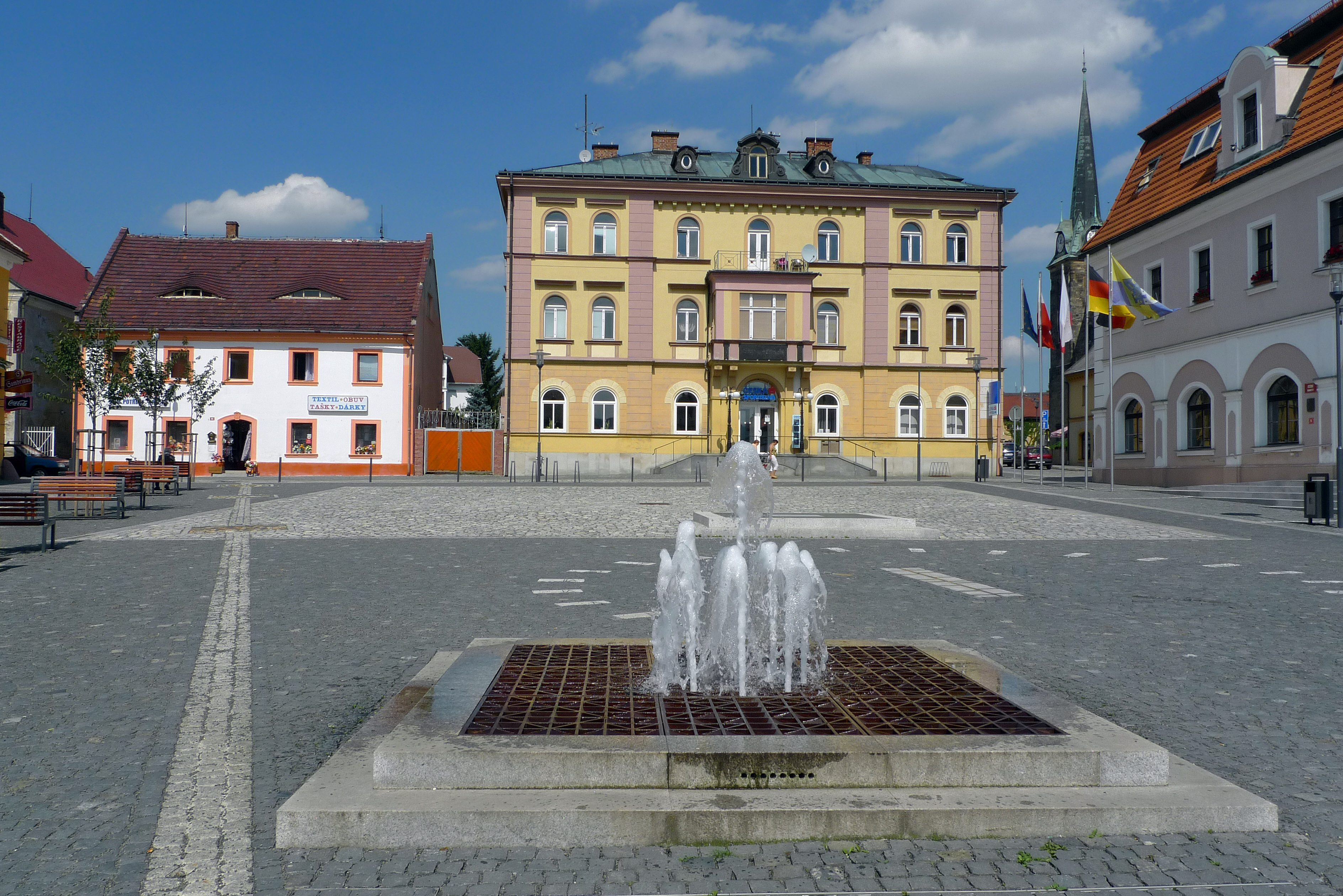

尼斯河畔赫拉德克是捷克的城鎮，位於該國西北部，距離利貝雷茨20公里，由利貝雷茨州負責管轄，面積48.54平方公里，海拔高度255米，2005年人口7,363。

## 外部連結
- Municipal website